# Скавронська Людмила Анатоліївна
Скавронська Людмила Анатоліївна (нар. 23 березня 1980) — колишня російська тенісистка.
Найвищу одиночну позицію світового рейтингу — 124 місце досягла 19 липня 2004, парну — 270 місце — 19 листопада 2001 року.
Здобула 4 одиночні та 1 парний титул туру ITF.
Завершила кар'єру 2010 року.

## Фінали ITF

### Одиночний розряд: 7 (4–3)
| Легенда          |
| ---------------- |
| турніри $100,000 |
| турніри $75,000  |
| турніри $50,000  |
| турніри $25,000  |
| турніри $10,000  |

| Фінали за покриттям |
| ------------------- |
| Тверде (3–2)        |
| Ґрунт (1–1)         |
| Трава (0–0)         |
| Килим (0–0)         |

| Результат | Дата            | Рівень | Турнір                    | Покриття   | Суперниця                 | Рахунок       |
| --------- | --------------- | ------ | ------------------------- | ---------- | ------------------------- | ------------- |
| Поразка   | 28 жовтня 1996  | 10,000 | ITF Мінськ, Білорусь      | Тверде (i) | Надія Островська          | 2–6, 4–6      |
| Перемога  | 29 травня 2000  | 10,000 | ITF San Antonio, США      | Тверде     | Джоанн Мур                | 6–2, 4–6, 6–4 |
| Поразка   | 8 липня 2003    | 25,000 | ITF College Park, США     | Тверде     | Крістіна Бранді           | 1–6, 1–6      |
| Перемога  | 22 червня 2004  | 25,000 | ITF Fontanafredda, Італія | Ґрунт      | Кончіта Мартінес Гранадос | 6–1, 6–3      |
| Перемога  | 4 липня 2004    | 50,000 | ITF Los Gatos, США        | Тверде     | Морін Дрейк               | 7–6(0), 6–4   |
| Перемога  | 6 вересня 2005  | 75,000 | ITF Денен, Франція        | Тверде     | Аранча Парра Сантонха     | 7–6(5), 6–0   |
| Поразка   | 13 вересня 2005 | 50,000 | ITF Бордо, Франція        | Ґрунт      | Стефані Форец             | 1–6, 2–6      |

### Парний розряд: 5 (1–4)
| Легенда          |
| ---------------- |
| турніри $100,000 |
| турніри $75,000  |
| турніри $50,000  |
| турніри $25,000  |
| турніри $10,000  |

| Фінали за покриттям |
| ------------------- |
| Тверде (0–3)        |
| Ґрунт (1–1)         |
| Трава (0–0)         |
| Килим (0–0)         |

| Результат | Дата           | Рівень | Турнір                 | Покриття | Партнерка       | Суперниці                                     | Рахунок          |
| --------- | -------------- | ------ | ---------------------- | -------- | --------------- | --------------------------------------------- | ---------------- |
| Перемога  | 16 червня 1997 | 10,000 | ITF Казерта, Італія    | Ґрунт    | Лімор Габай     | Карміна Хіральдо Паула Раседо                 | 6–3, 6–3         |
| Поразка   | 22 січня 2001  | 10,000 | ITF Маямі, США         | Тверде   | Джейн Чі        | Куликовська Євгенія Борисівна Джолен Ватанабе | 2–6, 4–6         |
| Поразка   | 11 червня 2001 | 25,000 | ITF Маунт-Плезант, США | Тверде   | Джейн Чі        | Чхой Йон Ча Чон Мі Ра                         | 7–6(2), 2–6, 2–6 |
| Поразка   | 14 січня 2003  | 10,000 | ITF Бока-Ратон, США    | Тверде   | Шенай Перрі     | Сандра Качіч Соня Джеясілан                   | 5–7, 2–6         |
| Поразка   | 2 липня 2006   | 25,000 | ITF Періге, Франція    | Ґрунт    | Ніна Братчикова | Монік Адамчак Марі-Ев Пеллетьє                | 3–6, 4–6         |